# تصنيف إحصائي

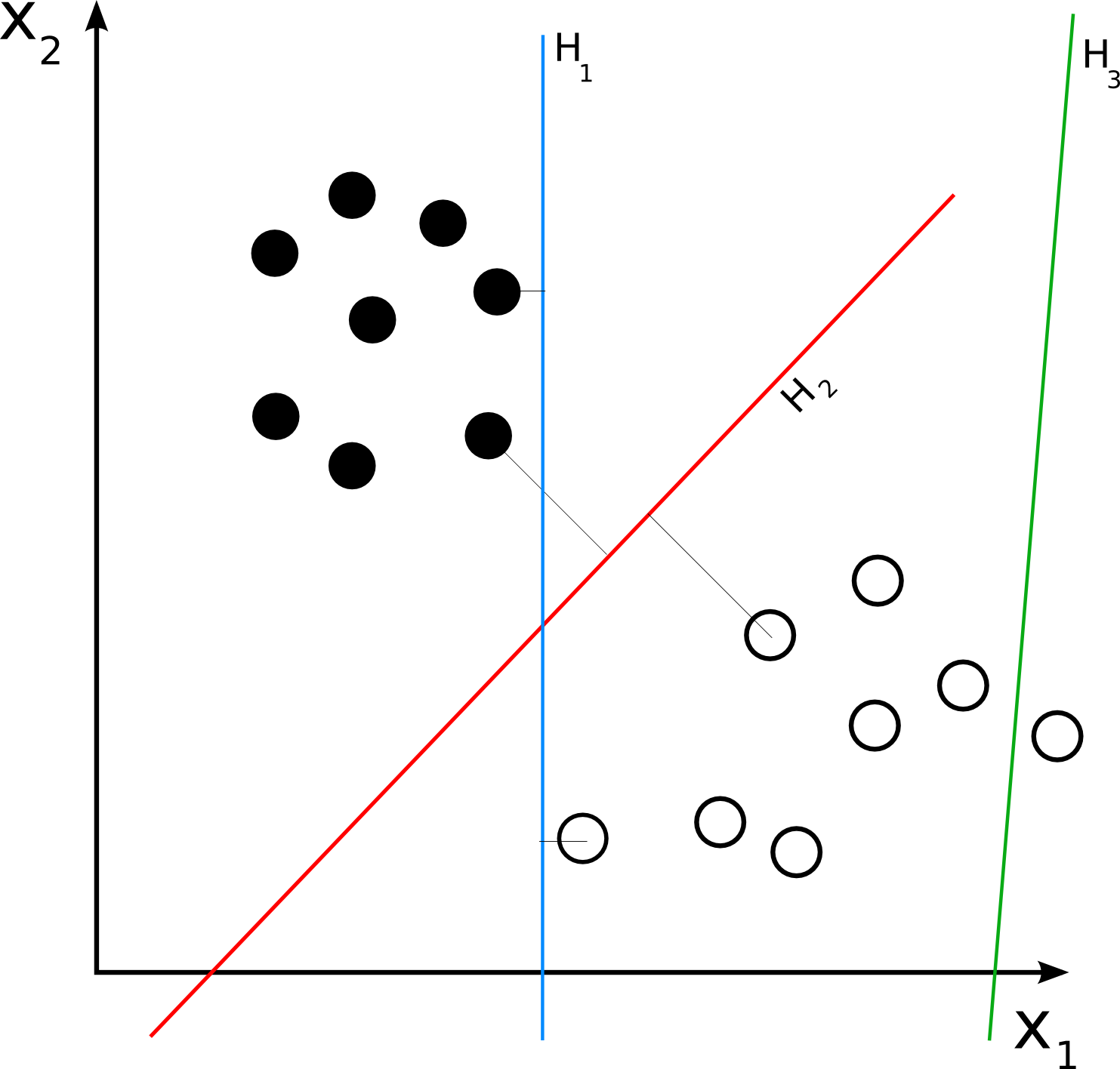

التصنيف الإحصائي (بالإنجليزية: Statistical classification)‏ عبارة عن عملية احصائية يتم فيها توزيع بيانات معينة لمجتمع احصائي على مجموعات مختلفة بناء على معلومات كمية تستند إلى واحدة أو أكثر من الخواص الأساسية لهذه البيانات أو أعضاء المجتمع الإحصائي. تستند عملية التصنيف هذه على خاصيات أصيلة في العناصر (التي قد تكون : رموزا أو متغيرات....) وتستند على مجموعة تدريب من هذه العناصر.

## الصياغة الرياضية
شكليا يمكن صياغة المسألة كما يلي : إذا كانت لدينا بيانات التدريب :
{\displaystyle \{(\mathbf {x_{1}} ,y),\dots ,(\mathbf {x_{n}} ,y)\}} ينتج لدينا المصنف التالي : {\displaystyle h:{\mathcal {X}}\rightarrow {\mathcal {Y}}}
الذي يقوم بإسقاط الكائن :
{\displaystyle \mathbf {x} \in {\mathcal {X}}}
على عنوانه التصنيفي (زمرته التصنيفية classification label)
{\displaystyle y\in {\mathcal {Y}}}.

## أمثلة على خوارزميات التصنيف
- بيرسيبترون
- تعلم شجرة القرار
- شبكة عصبونية اصطناعية
- المصنف بايز ساذج
- كي أقرب جار
- غابة عشوائية

## مجالات التطبيق
- رؤية حاسوبية
- تعرف ضوئي على الرموز
- تعرف على الكلام
- التعرف على خط اليد Handwriting recognition
- مقياس حيوي
- محركات البحث